# Long Beach Grand Prix 2008
Long Beach Grand Prix 2008 var ett race som var den fjärde deltävlingen i IndyCar Series 2008. Racet kördes den 20 april på Long Beach stadsbana. Det var också Champ Cars avskedstävling, där Champ Car-bilarna från 2007 års säsong användes, och bara förarna i Champ Car-teamen deltog. IndyCar-stallen från tidigare körde dagen innan på Motegi. Will Power blev Champ Cars sista vinnare, efter att ha lett från start till mål. 

## Slutresultat
| Plats | Förare           | Team                      | Grid | Kvaltid  |
| ----- | ---------------- | ------------------------- | ---- | -------- |
| 1     | Will Power       | KV Racing Technology      | 4    | 1.07,205 |
| 2     | Franck Montagny  | Forsythe Racing           | 6    | 1.07,360 |
| 3     | Mario Domínguez  | Pacific Coast Motorsports | 10   | 1.07,745 |
| 4     | Enrique Bernoldi | Conquest Racing           | 8    | 1.07,682 |
| 5     | Oriol Servià     | KV Racing Technology      | 12   | 1.07,858 |
| 6     | Franck Perera    | Conquest Racing           | 3    | 1.07,180 |
| 7     | Alex Tagliani    | Walker Racing             | 2    | 1.07,084 |
| 8     | David Martínez   | Forsythe Racing           | 18   | 1.08,645 |
| 9     | Ernesto Viso     | HVM Racing                | 14   | 1.07,927 |
| 10    | Jimmy Vasser     | KV Racing Technology      | 13   | 1.07,859 |
| 11    | Paul Tracy       | Forsythe Racing           | 5    | 1.07,352 |
| 12    | Bruno Junqueira  | Dale Coyne Racing         | 11   | 1.07,786 |
| 13    | Graham Rahal     | Newman/Haas Racing        | 9    | 1.07,703 |
| 14    | Alex Figge       | Pacific Coast Motorsports | 16   | 1.08,489 |
| 15    | Nelson Philippe  | Minardi Team USA          | 7    | 1.07,415 |
| 16    | Antônio Pizzonia | Rocketsports Racing       | 15   | 1.08,463 |
| 17    | Roberto Moreno   | Minardi Team USA          | 17   | 1.08,549 |
| 18    | Juho Annala      | Rocketsports Racing       | 20   | 1.09,555 |
| 19    | Justin Wilson    | Newman/Haas Racing        | 1    | 1.06,902 |
| 20    | Mário Moraes     | Dale Coyne Racing         | 19   | 1.09,279 |